# Luntmakargatan

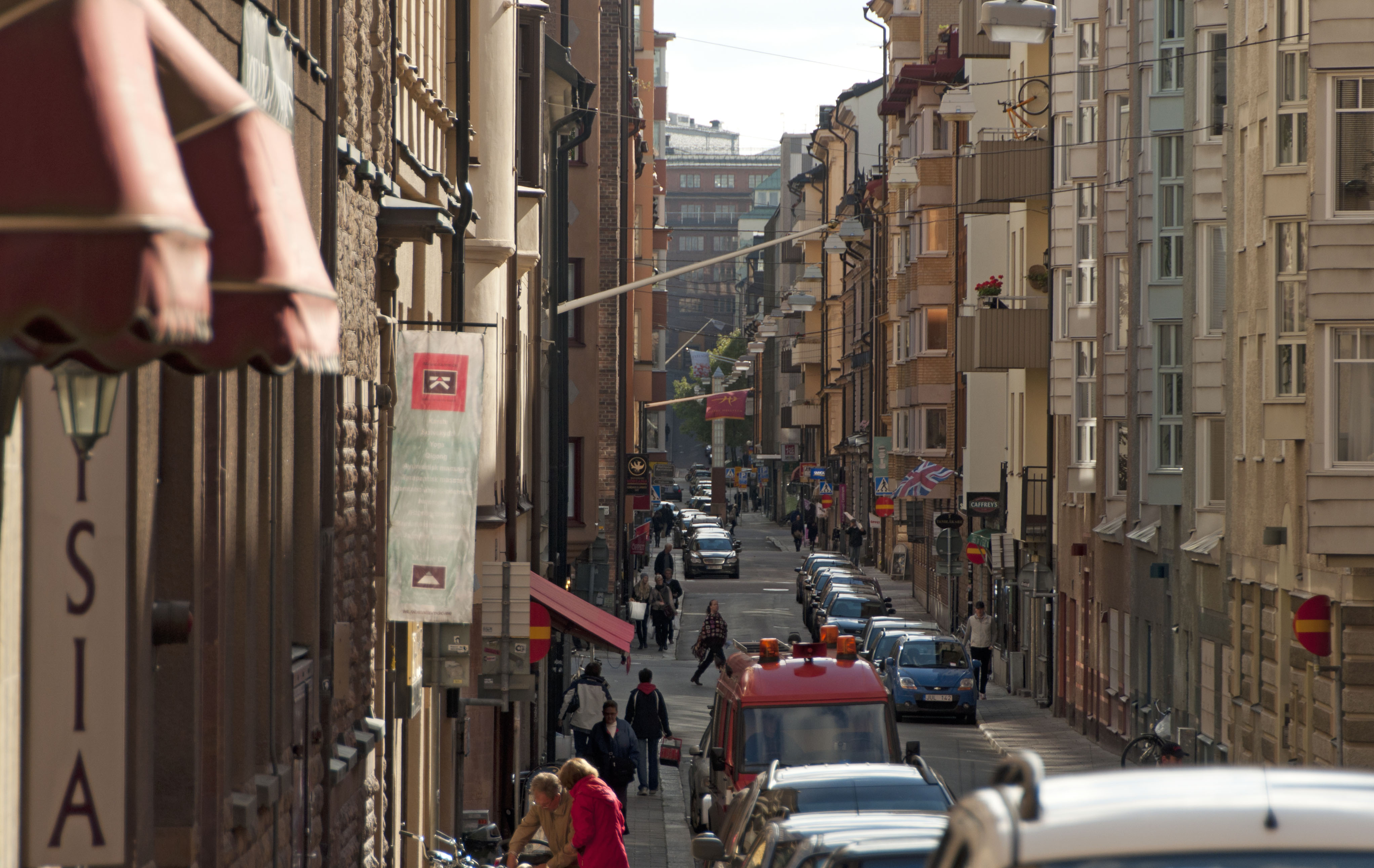
Luntmakargatan

Luntmakargatan sträcker sig från Apelbergsgatan på Norrmalm till Odengatan i Vasastaden i Stockholm. I samband med en upprustning 1987 restes fem moderna statyer av "luntor" utmed gatan.

## Historik

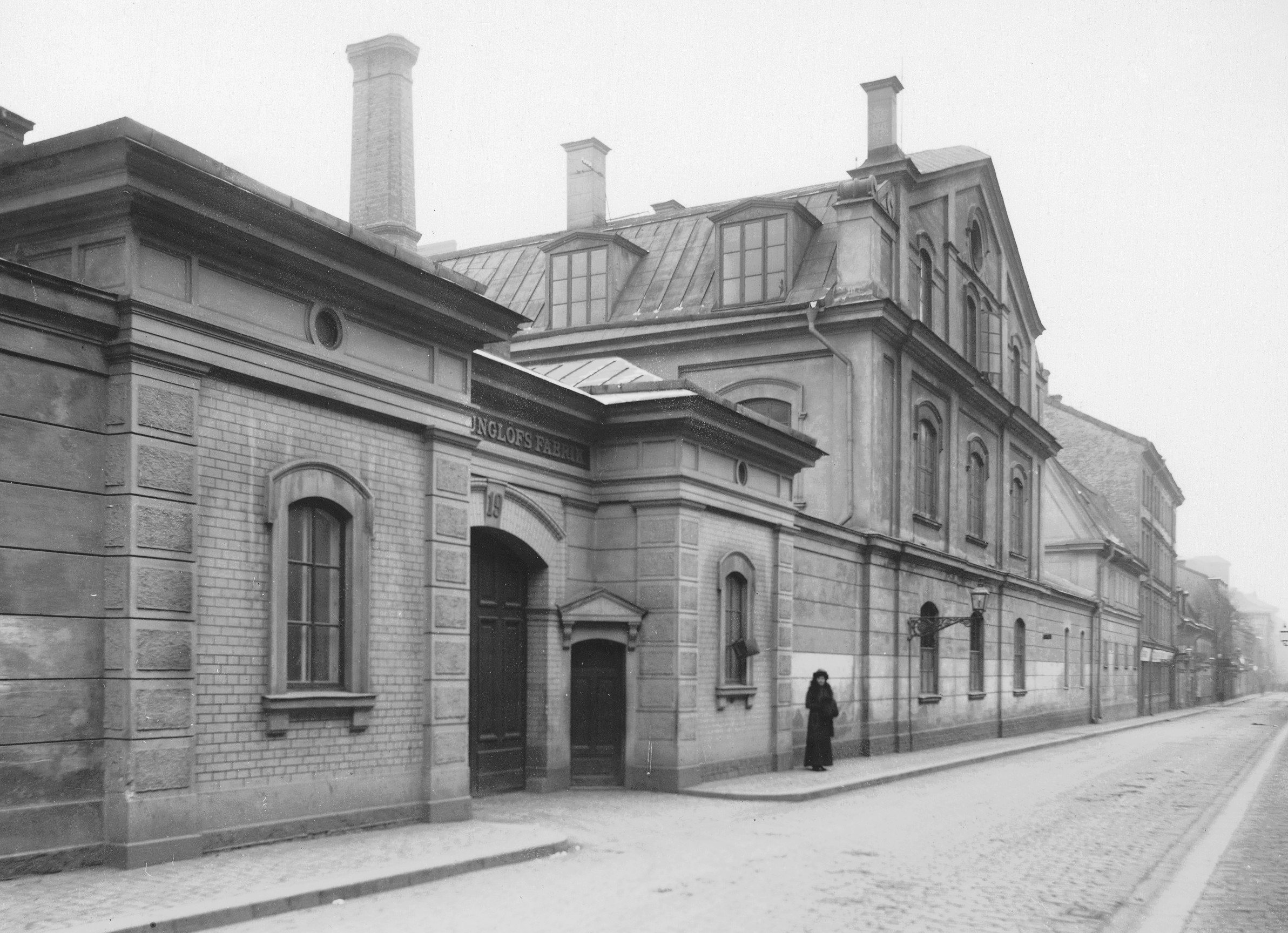
Ljunglöfska snusfabriken.

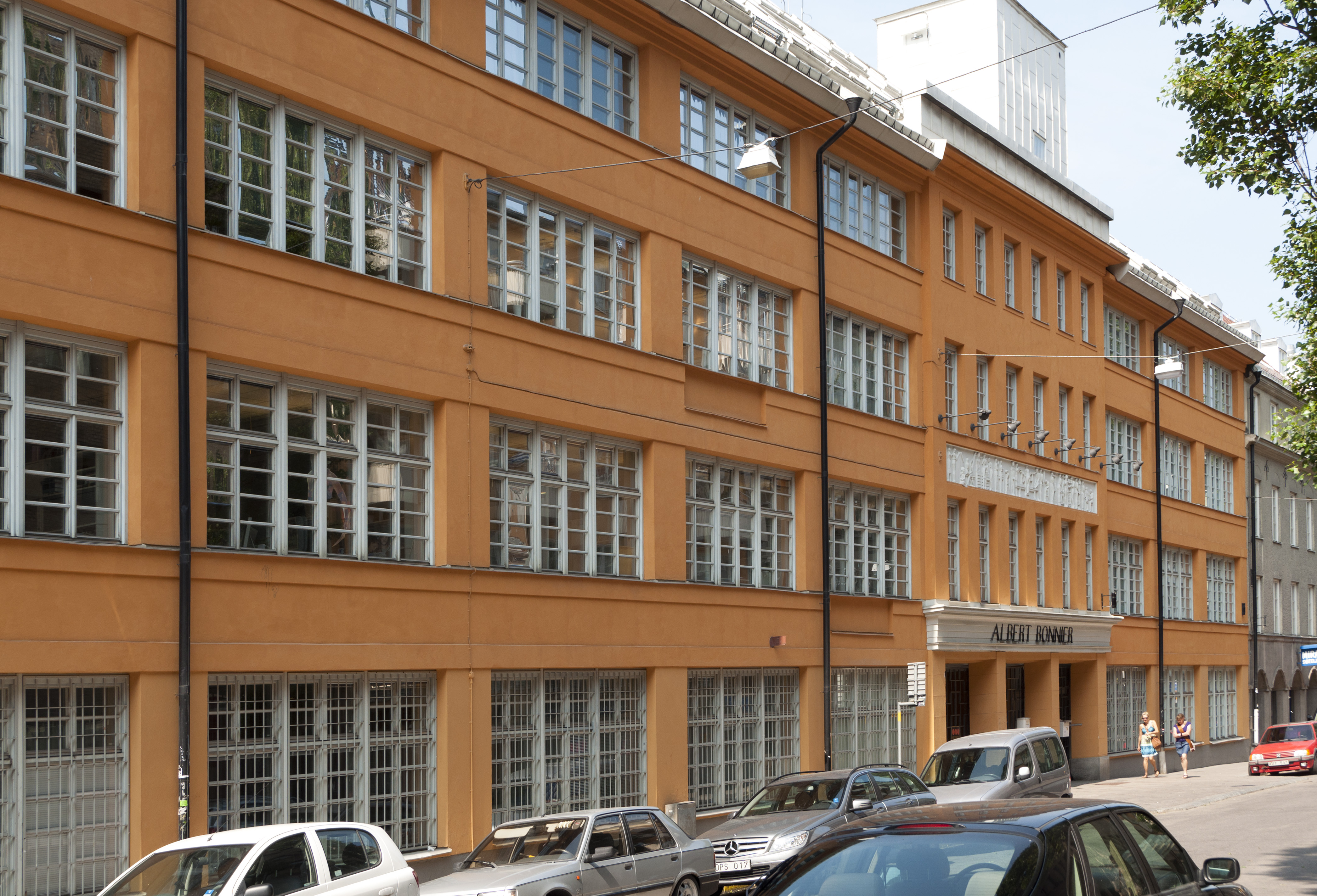
Luntmakargatan 39-45

Namnet Luntmakargatan erinrar om 1600-talets så kallade luntmakare som tillverkade luntor vilka användes bland annat vid avfyrning av handeldvapen och kanoner. Eventuellt kan namnet hänföras till Daniel Michaelson Luntspinnare, som på mitten av 1600-talet ägde Luntmakeregården i kvarteret Oxen Mindre.
Flera bryggerier har haft sin verksamhet utmed gatan:
- 1699 började man brygga på tomten i kvarteret Oxhuvudet ungefär där Kungsgatan korsar dåtidens förlängda Luntmakargata.
- Det första Hamburgerbryggeriet låg på Luntmakargatan. En bryggmästare var Georg Sellmann. Bryggeriet grundades 1869 och hade sin verksamhet på Luntmakargatan fram till 1889, sedan flyttade bryggeriet till Surbrunnsgatan.
- Luntmakargatan 39-45 (fastigheten Moraset 22). Byggnadsår Byggnadsår 1927-29, arkitekt Mauritz Dahlberg, fasadutformning Rolf Bolin, byggherre Albert Bonnier, byggmästare Olle Engkvist.
- Grönwalls Bryggeri bedrev sin verksamhet på Luntmakargatan 22–24 fram till 1912.
- Ljunglöfska snusfabriken låg på Luntmakargatan 19 från 1839 fram till 1920-talet.

## Idag
Gatan kantas sedan början av 80-talet av flera asiatiska restauranger och i dess närhet ligger och butiker med asiatiska importvaror. Området har av massmedia kallats Lilla Asien och Stockholms Chinatown.